# The Chemical Wedding
The Chemical Wedding è il quinto album in studio del cantante britannico Bruce Dickinson, pubblicato nel 1998 dalla Air Raid Records.

## Descrizione
Il disco è una sorta di concept album ispirato alla vita del pittore inglese William Blake: i temi oscuri e cupi dei brani rispecchiano fedelmente il modo di vivere e di dipingere del pittore. La copertina stessa dell'album raffigura una sua pittura.
L'album appare decisamente orientato su un sound molto duro con atmosfere particolarmente cupe e la voce di Dickinson più profonda del solito.
Oltre alla magistrale bravura dei due chitarristi Roy Z e Adrian Smith, in questo album spicca in maniera particolare il bassista Eddie Casillas che riesce ad interpretare alcuni giri di basso in uno stile che ricorda molto il funambolico leader degli Iron Maiden, Steve Harris.

## I brani
La prima traccia, King in Crimson, si apre con un pesante riff e la voce di Dickinson distorta ed aggressiva.
La seconda è la title track, ispirata all'alchimia, drammatica e lenta. La terza traccia, The Tower, uscì come singolo (accompagnata da un videoclip), come anche la successiva Killing Floor.
Book of Thel, co-scritta dal bassista Eddie Casillas, è il brano più lungo dell'album; cita, nel ritornello finale, alcuni versi da The Book of Urizen di William Blake. La settima traccia è la ballata Gates of Urizen. Jerusalem traspone in musica la poesia di William Blake And did those feet in ancient times, nota anche con il titolo Jerusalem e già musicata da Sir Hubert Parry e da Emerson, Lake & Palmer, che Blake pose in apertura del poema Milton. Il testo originale della poesia, interamente cantato da Dickinson, è integrato da versi originali e concluso dalla recitazione di un breve estratto dal secondo libro di Milton. Seguono Trumpets of Jericho e Machine Men, scritta da Adrian Smith, e infine The Alchemist, che conclude il disco riprendendo il coro del brano The Chemical Wedding.

## Tracce
Testi di Bruce Dickinson, musiche di Roy Z, eccetto dove indicato.
1. King in Crimson – 4:43
2. Chemical Wedding – 4:06
3. The Tower – 4:45
4. Killing Floor – 4:29 (Dickinson, Adrian Smith)
5. Book of Thel – 8:14 (Dickinson, Roy Z, Eddie Casillas)
6. Gates of Urizen – 4:25
7. Jerusalem – 6:42 (Dickinson, Roy Z, William Blake)
8. Trumpets of Jericho – 5:58
9. Machine Men – 5:41 (Dickinson, Smith)
10. The Alchemist – 8:27

Tracce bonus nell'edizione del 2005
1. Return of the King – 5:06 (Dickinson, Smith)
2. Real World – 3:59
3. Confeos – 7:35

La traccia 10, The Alchemist, finisce a 6:04. Dopo due minuti di silenzio, c'è una traccia fantasma: un breve segmento parlato che conclude la traccia. Nell'edizione del 2005 la traccia dura 6:04 e il segmento è stato spostato alla fine di Confeos.
La traccia 13, Confeos, finisce a 5:13. Seguono i due minuti di silenzio e il segmento parlato che nell'edizione originale concludevano la traccia 10, The Alchemist.

## Formazione
- Bruce Dickinson - voce
- Adrian Smith - chitarre, tastiera, voce secondaria
- Roy Z - chitarre, tastiera, mandolino
- Eddie Casillas - basso, sitar, voce secondaria
- David Ingraham - batteria
- Greg Schultz - tastiera in Killing Floor
- Arthur Brown (AKA: The Dyslexic Voice of Dog) - parlato in Book of Thel, Jerusalem e nella Ghost Track alla fine di Confeos
- Frazeeke MC, The Guru, Willy 666 e Craig Liechtenstein - voci secondarie